# Edmondo Fabbri
Edmondo Fabbri (Castel Bolognese, Italia, 16 de noviembre de 1921-Castel San Pietro Terme, Italia, 8 de julio de 1995) fue un jugador y entrenador de fútbol italiano. En su etapa como jugador profesional se desempeñaba como centrocampista.
Fue el entrenador de la selección italiana en la Copa del Mundo de 1966.

## Selección nacional
Fue internacional con la selección italiana juvenil en un partido disputado en 1942.

## Equipos

### Como jugador
| Equipo           | País   | Año       |
| ---------------- | ------ | --------- |
| Imolese          | Italia | 1938-1939 |
| Forlì            | Italia | 1939-1940 |
| Atalanta         | Italia | 1940-1942 |
| Ambrosiana-Inter | Italia | 1942-1943 |
| Faenza           | Italia | 1943-1944 |
| Inter            | Italia | 1945-1946 |
| Sampdoria        | Italia | 1946-1947 |
| Atalanta         | Italia | 1947-1950 |
| Brescia          | Italia | 1950-1951 |
| Parma            | Italia | 1951-1955 |
| Mantova          | Italia | 1955-1957 |

### Como entrenador
| Equipo             | País   | Año       |
| ------------------ | ------ | --------- |
| Mantova            | Italia | 1957-1962 |
| Selección nacional | Italia | 1962-1966 |
| Torino             | Italia | 1967-1969 |
| Bologna            | Italia | 1969-1972 |
| Cagliari           | Italia | 1972-1973 |
| Torino             | Italia | 1974-1975 |
| Ternana            | Italia | 1976      |
| Pistoiese          | Italia | 1980-1981 |
| Reggiana           | Italia | 1982-1983 |

## Palmarés

### Como jugador

#### Campeonatos nacionales
| Título  | Equipo | País   | Año  |
| ------- | ------ | ------ | ---- |
| Serie C | Parma  | Italia | 1954 |

### Como entrenador

#### Campeonatos nacionales
| Título                               | Equipo  | País   | Año  |
| ------------------------------------ | ------- | ------ | ---- |
| Campionato Interregionale (Girone B) | Mantova | Italia | 1958 |
| Serie C (Girone A)                   | Mantova | Italia | 1959 |
| Copa Italia                          | Torino  | Italia | 1968 |
| Copa Italia                          | Bologna | Italia | 1970 |

#### Distinciones individuales
| Distinción       | Año  |
| ---------------- | ---- |
| Seminatore d'oro | 1962 |